# Cửa khẩu Namkan
Cửa khẩu Namkan hay cửa khẩu Nam Kan là cửa khẩu quốc tế đường bộ tại vùng đất bản Din Dan muang Nong Het tỉnh Xiengkhuang, CHDCND Lào .
Cửa khẩu Namkan (Nậm Cắn) thông thương với cửa khẩu Nậm Cắn 19°28′12″B 104°05′09″Đ / 19,469957°B 104,085934°Đ tại vùng đất làng Tiền Tiêu xã Nậm Cắn huyện Kỳ Sơn tỉnh Nghệ An, Việt Nam .
Cửa khẩu Namkan ở điểm cuối quốc lộ 7 (Lào), nối với quốc lộ 7 Việt Nam.
Tên cửa khẩu trên biển hiệu là "Namkan", song một số văn liệu viết tên là "Namkhan" .